# 1999 au théâtre
| Années du théâtre : 1996 - 1997 - 1998 - 1999 - 2000 - 2001 - 2002    |
| Décennies du théâtre : 1960 - 1970 - 1980 - 1990 - 2000 - 2010 - 2020 |

Cet article présente les faits marquants de l'année 1999 au théâtre.

## Événements
- Création du festival de théâtre Nous n'irons pas à Avignon qui accueille des compagnies de théâtres très diverses pour lesquelles une présence sur le festival d'Avignon est compliquée, faute de moyens ou de reconnaissance.
- En février, la dramaturge britannique de 28 ans Sarah Kane achève la rédaction de sa dernière pièce, 4.48 Psychose, avant de se suicider à l'hôpital King's College de Londres.

## Pièces de théâtre publiées
- Les Monologues du vagin d'Eve Ensler, version française, aux éditions Balland, collection « Le Rayon ».

## Pièces de théâtre représentées
- 7 janvier : Vie de Myriam C. de François Bon, mise en scène Charles Tordjman, Théâtre national de la Colline
- 14 janvier : Les Huissiers de Michel Vinaver, mise en scène Alain Françon, Théâtre national de la Colline
- 20 janvier : Les Trente Millions de Gladiator de Eugène Labiche, mise en scène Jean-Luc Revol, Théâtre de la Madeleine
- 11 mars : King de Michel Vinaver, mise en scène Alain Françon, Théâtre national de la Colline
- 19 mars : Surfeurs de Xavier Durringer, mise en scène de l'auteur, Théâtre national de la Colline
- 7 mai : Casimir et Caroline d'Ödön von Horváth, mise en scène Jacques Nichet, Théâtre national de la Colline
- 14 mai : Le Colonel des Zouaves d'Olivier Cadiot, mise en scène Ludovic Lagarde, Théâtre national de la Colline
- 14 septembre : Étoiles de Pierre Laville, mise en scène Maurice Bénichou, Théâtre de la Madeleine
- 15 septembre : Le Chant du dire-dire de Daniel Danis, mise en scène Alain Françon, Théâtre national de la Colline
- 25 septembre : Croisade sans croix d'après Arthur Koestler, mise en scène Jean-Paul Wenzel, Théâtre national de la Colline
- 12 novembre : La Nuit de l'enfant caillou de Caroline Marcadé et Michel Vittoz, mise en scène Caroline Marcadé, Théâtre national de la Colline
- 18 novembre Pulsion de Franz Xaver Kroetz, mise en scène André Wilms, Théâtre national de la Colline

## Récompenses
- 3 mai : 13e Nuit des Molières (Molières 1999)

## Décès
- 10 janvier : René Lefèvre-Bel (°1909)
- 20 février : Sarah Kane (°1971)
- 30 mars : Michel Etcheverry (°1919)
- 11 avril : Jacques Eyser (°1912)
- 19 avril : Jean Lanier (°1913)
- 22 mai : Loleh Bellon (°1925)
- 29 mai : Bernard Lajarrige (°1912)
- 2 juillet : Xavier Gélin (°1946)
- 5 juillet : Jean-Pierre Darras (°1927)
- 15 juillet : Julien Verdier (°1910)
- 18 août : Hanoch Levin (°1943)
- 13 septembre : Roland Blanche (°1943)
- 26 octobre : Pierre Meyrand (°1932)
- 11 novembre : Daniel Ivernel (°1920)
- 29 novembre : Suzy Carrier (°1922)
- 27 décembre : Pierre Clémenti (°1942)